# Michał Antoni Bednarski
Michał Antoni Bednarski (ur. 1944, zm. 17 lutego 2022) – polski filolog klasyczny, językoznawca, hellenista, profesor nauk humanistycznych.
Był wykładowcą na Uniwersytecie Jagiellońskim i Uniwersytecie Śląskim, uczeń m.in. Jana Safarewicza. Specjalizował się w historii i teorii językoznawstwa, zarówno łacińskiego, jak i greckiego. Jest autorem opracowań poświęconych łacinie potocznej, teorii gramatycznej Apolloniosa Dyskolosa, obszernych haseł dotyczących języka łacińskiego i greckiego dla polskiej edycji Encyklopedii Britannica oraz licznych artykułów związanych z zagadnieniami językoznawstwa klasycznego.

## Życiorys
Po ukończeniu szkoły podstawowej kontynuował naukę najpierw w I LO im. J. Kasprowicza w Raciborzu, a zakończył egzaminem dojrzałości w II LO im. H. Sawickiej w Rybniku (obecnie: im. Andrzeja Frycza Modrzewskiego). Studia na filologii klasycznej UJ rozpoczął w 1965 i zakończył w 1970 r. W tym samym roku został zatrudniony w Katedrze Filologii Klasycznej UJ najpierw jako lektor języka łacińskiego, a od 1973 jako starszy asystent. Z uwagi na znakomitą znajomość języka niemieckiego został w 1972 roku przez ówczesnego dziekana Jerzego Ruska wysłany do Uniwersytetu w Lipsku, gdzie w Herder Institut doskonalił znajomość tego języka.
Jego zainteresowania naukowe od początku koncentrowały się na problematyce językoznawczej, głównie pod wpływem wybitnego językoznawcy klasycznego, Jana Safarewicza, pod którego kierunkiem opracował i obronił w 1977 swoją pracę doktorską pt. Intranzytywizacja czasownika w łacinie potocznej. W 1978 w wyniku podpisania umowy kulturalnej pomiędzy Polską a Republiką Grecką Michał Bednarski wyjechał (jako pierwszy polski stypendysta) na dłuższy pobyt naukowy do Grecji. Tam pracował najpierw w Atenach, a następnie w Salonikach, gdzie na Uniwersytecie Arystotelesa ukończył m.in. Szkołę Języka Nowogreckiego z wyróżnieniem. Z katedrą Filologii Klasycznej i Bizantyńskiej tego uniwersytetu współpracował później przez wiele lat.
Efektem jego zainteresowania językiem wernakularnym starożytnych Rzymian jest książka Łacina potoczna, wydana w serii Nauka dla Wszystkich PAN. Praca ta obejmowała całokształt problematyki zarówno od strony diachronicznej, jak i zróżnicowania dialektologicznego.
W Katedrze Filologii Klasycznej UJ przejął po Janie Safarewiczu wykłady z historii języka łacińskiego i greckiego, a po przekształceniu tej Katedry w Instytut, został powołany na stanowisko kierownika Zakładu tych języków. Oprócz ww. wykładów prowadził także zajęcia z języka nowogreckiego, co zaowocowało opracowaniem pierwszego wówczas podręcznika języka nowogreckiego. Przez wiele lat prowadził również wykłady dla uczestników Uniwersytetu Trzeciego Wieku UJ, za co był wielokrotnie nagradzany przez różnych rektorów tej uczelni.
Najważniejszym osiągnięciem naukowym Michała Bednarskiego są jego studia nad pierwszym naukowym gramatykiem starożytności (a praktycznie – pierwszym europejskim) – Apolloniosem Dyskolosem z Aleksandrii, któremu poświęcił trzy ze swoich książek o charakterze monograficznym. Pierwsza z nich, wydana przez Uniwersytet Jagielloński, stała się podstawą do nadania mu (w 1994) stopnia doktora habilitowanego. Dwie następne zaś książki (wydane przez PAU): Apollonios Dyskolos o składni (Przekład, interpretacja, wstęp) oraz Apollonios Dyskolos i jego gramatyka, jedyne tego rodzaju opracowania na świecie, przyniosły Michałowi Bednarskiemu tytuł naukowy profesora nauk humanistycznych nadany mu 2001 r. przez ówczesnego Prezydenta RP.
W połowie lat 90. Michał Bednarski podjął dodatkowo współpracę z Uniwersytetem Śląskim, gdzie w 1998 roku został powołany na funkcję kierownika Katedry Filologii Klasycznej. Prowadził tam zajęcia, podobnie jak w UJ, dla studentów, magistrantów i doktorantów.
Wyrazem uznania dla naukowych kompetencji Michała Bednarskiego było powierzenie mu opracowania kilku obszernych haseł (liczących kilkadziesiąt stron każde) dla Encyclopaedia Brittanica – Edycja Polska, jak m.in. Język łaciński, Język grecki.
Czynny naukowo Michał Bednarski przedstawiał wyniki swych badań w licznych publikacjach i wystąpieniach konferencyjnych, zarówno w Polsce, jak i za granicą, oraz na posiedzeniach różnych towarzystw naukowych, jak Polskie Towarzystwo Filologiczne, Polskie Towarzystwo Językoznawcze (w którym przez kilka lat był członkiem Zarządu Głównego), przede wszystkim zaś w Komisji Filologii Klasycznej, której był współpracownikiem.

## Publikacje[7]
- Łacina Potoczna, Wrocław (Ossolineum) 1981.
- Język nowogrecki. Część pierwsza. Kraków 1985.
- Studia nad grecką terminologią gramatyczną Apolloniosa Dyskolosa, Kraków 1994.
- Apollonios Dyskolos i jego gramatyka, Kraków 2000[4].
- Apollonios Dyskolos „O składni”, przekład, interpretacja, wstęp Michał Bednarski, Kraków 2000[4].